# Oppression
Pour les articles homonymes, voir Oppression (homonymie).
 (octobre 2018).
Si vous disposez d'ouvrages ou d'articles de référence ou si vous connaissez des sites web de qualité traitant du thème abordé ici, merci de compléter l'article en donnant les références utiles à sa vérifiabilité et en les liant à la section « Notes et références ».
L'oppression est, historiquement, le fait, pour un peuple ou une population, d'être soumis à l'autorité d'un pouvoir de domination.
La racine oppress vient du Latin oppressus, participe passé de opprimere, (« presser contre », « étouffer »). L'oppression d'un peuple consiste à exercer le contrôle en étouffant les aspirations de celui-ci, provoquant une perte d'espoir,  un assujettissement ou la terreur. La suppression de diverses libertés et une police politique sont des moyens d'opprimer.
En droit français, la résistance à l'oppression est l'un des « droits naturels  et imprescriptibles de l'homme » énoncés par la déclaration de 1789.

## Sociologie
En sociologie, l'oppression est le mauvais traitement ou la discrimination systématique d'un groupe social avec ou sans le soutien des structures d'une société. L'âgisme, le capacitisme, le colonialisme, le cisgenrisme, le classisme, le patriarcat, le spécisme et le racisme sont des exemples de systèmes d'oppression.
L'oppression est souvent un sujet controversé car il y a désaccord sur les différentes oppressions, sur les causes des oppressions, et aussi parfois une concurrence entre différents groupes opprimés qui peuvent chacun considérer leur oppression comme plus importante que celle d'autres groupes. Il arrive aussi que certaines oppressions soient niées, particulièrement quand un groupe dominant croit être opprimé par un groupe et qu'il perçoit l'oppression qu'il impose à ce dernier comme de la légitime défense.
Plusieurs approches courantes à l'oppression sont l'approche « marxiste », l’approche « libertaire », l'approche « humaniste », et, l'approche « identitaire ».

### Approche marxiste
L'approche marxiste se concentre sur les causes et les effets des oppressions, plutôt que sur l'analyse du vécu.
Selon les marxistes, l'effet des oppressions est de diviser les travailleurs et rendre plus difficile la rébellion contre l'ordre établi. Une logique de « bouc émissaire » qui convaincrait une partie des travailleurs que leur intérêt ne réside pas dans l'unité de l'ensemble des travailleurs. 
Ainsi, les travailleurs hommes trouveraient un soulagement à leur condition de dominé en dominant à leur tour les femmes. Selon cette vision tous les travailleurs ont intérêt à la disparition de toutes les oppressions, ce qui deviendrait pleinement possible avec le renversement de la domination du profit sur l'ensemble de la vie sociale.
Le combat contre les oppressions est considéré comme partie intégrante de l'organisation et l'éducation des travailleurs, car dans toute grève ou campagne, la division ne peut que favoriser les classes dominantes.

### Approche libertaire
L’approche anarchiste ou libertaire consiste à analyser les oppressions comme étant systémiques et découlant des quatre systèmes d’oppressions à savoir le patriarcat, le capitalisme, le nationalisme et le racisme,.

### Approche identitaire
L'approche identitaire voit, au contraire, des intérêts contradictoires entre le groupe opprimé et le restant de la société. Selon cette vision, les hommes, par exemple, profiteraient de l'oppression des femmes (vision du Féminisme radical), les hétérosexuel(le)s profiteraient de l'oppression des homosexuel(le)s, les blanc(he)s profiteraient de l'oppression des noir(e)s ou vice versa, etc. Le progrès passerait par l'unité de chaque groupe opprimé et son combat séparé pour imposer un rapport de forces différent.

### Approche humaniste
L'approche humaniste voit les racines de l'oppression dans les préjugés des individus, et la solution selon cette approche passerait par l'éducation pour contrer les préjugés. Cette approche ne se concentre pas sur les intérêts divergents éventuels entre groupes sociaux divers.